# Sericodes greggii
Sericodes greggii är en pockenholtsväxtart som beskrevs av Asa Gray. Sericodes greggii ingår som enda art i släktet Sericodes och familjen pockenholtsväxter. Inga underarter finns listade i Catalogue of Life.